# Nitkopodstawkowce
Nitkopodstawkowce (Filobasidiales Jülich) – rząd grzybów z klasy Tremellomycetes

## Charakterystyka
Rząd Filobasidiales został pierwotnie wprowadzony przez W. Jülicha w celu uwzględnienia grzybów pozbawionych owocników i posiadających holobazydia z biernie uwalnianymi bazydiospora, później jego taksonomię zmodyfikowano. Obecność przegród doliporowych bez parentosomów odnotowano u kilku gatunków, jednak struktura ich przegród nie jest dobrą cechą diagnostyczną dla tej grupy. Wśród dwóch rodzajów (Syzygospora i Zyzygomyces) są grzyby naporostowe.

## Systematyka
Pozycja w klasyfikacji według Index Fungorum:  Filobasidiales, Incertae sedis, Tremellomycetes, Agaricomycotina, Basidiomycota, Fungi.
Rząd ten do taksonomii grzybów wprowadził Walter Jülich w 1981 r. Należą do niego rodziny:
- Filobasidiaceae L.S. Olive 1968 – nitkopodstawkowate
- Piskurozymaceae  X.Z. Liu, F.Y. Bai, M. Groenew. & Boekhout 2015

Polskie nazwy na podstawie pracy Władysława Wojewody z 2003 r.